# Исмет Поповац
Исмет Поповац (погинуо 21. августа 1943) био је српски лекар и политичар.

## Биографија
Био је др Поповац Србин муслиман који је предводио муслиманску четничку милицију (антикомунистичку) познату под именом Муслиманска национална војна организација (МНВО) у вријеме Другог свјетског рата.
Исмет С. Поповац је завршио студије медицине у Београду, и затим радио као лекар. Док је био студент у Београду, он је 1928. године председник самосталног демократског студентског клуба "Југославија". Оженио се априла 1931. године у Београду са Ружом Руњаић.
Био је активан на предратној југословенској политичкој сцени као самостални демократа. Касније постаје члан културне организације Срба муслимана „Гајрет” и био је на дужности предсједника општине Коњиц, града у сјеверној Херцеговини. Он је био и кандидат на изборној листи Влатка Мачека, али је остао без посла у Влади Југославије након што је основана Бановина Хрватска у августу 1939. године. Радио је девет година у државној служби као срески лекар у Коњицу, пре него што је априла 1940. године отпуштен је из службе решењем бана Хрватске бановине.
Након осовинске инавзије на Краљевину Југославију у априлу 1941. године, Поповац се придружио четничком покрету Драже Михаиловића. Поповац је заговарао сарадњу босанских муслимана са четницима и залагао се за регрутовање муслимана у четничке редове. У октобру 1942. године, затражио је помоћ од Италијана у борби против комунистичких партизана, а касније је посјетио Прозор како би обесхрабрио даље крвопролиће, након четничког масакра у коме је страдало 2.500 муслимана и Хрвата.